# ITunes Originals (album des Red Hot Chili Peppers)
Pour les articles homonymes, voir ITunes Originals.
iTunes Originals - Red Hot Chili Peppers est un album numérique du groupe californien Red Hot Chili Peppers diffusé à partir de 2006 uniquement sur le iTunes Store dans le cadre de la collection iTunes Originals, série d'albums numériques regroupant vingt à quarante chansons représentatives de chaque groupe. Il propose également des versions live de leurs chansons les plus célèbres ainsi que des partenariats (featurings).

## Listings
iTunes Originals
1. "Give It Away"
2. Working with Rick Rubin
3. "Fight Like a Brave"
4. Power & Life & Purpose
5. "Under the Bridge" (iTunes Original Version)
6. Sometimes You Just Know That It's It
7. "Can't Stop"
8. You Just Rocked with Your Brothers
9. "Around the World" (iTunes Originals Version)
10. Doing Your Own Stunts
11. "By the Way"
12. It's Everything
13. "Can't Stop" (iTunes Originals Version)
14. A Monstrously Large Rock Record
15. "Dani California" (iTunes Originals Version)
16. It Just Felt Like It Meant Something
17. "Tell Me Baby" (iTunes Originals Version)
18. Lyrics for 38 Songs Is No Joke
19. "Charlie" (iTunes Originals Version)
20. A Love Letter to the History of Rock 'n' Roll
21. "Dani California"
22. Growing into Consummate Songwriters